# Oto jest Kasia
Oto Jest Kasia – książka dla dzieci autorstwa Miry Jaworczakowej, wydana po raz pierwszy w 1959 roku. Ilustrowana przez Hannę Czajkowską. Lektura szkolna w Polsce w latach 1977-1999 i 2017-2021. 

## Fabuła
Książka opowiada o przygodach ośmioletniej Kasi na tle szkolnych i rodzinnych zdarzeń. Kiedy rodzi się jej siostrzyczka Agnieszka, Kasia nie może pogodzić się z utratą uprzywilejowanej pozycji najmłodszego dziecka w rodzinie. Swoją frustrację wyładowuje na rodzicach, rodzeństwie i szkolnych kolegach. Jej zachowanie zmienia się jednak, kiedy młodsza siostra Agnieszka zapada na ciężką chorobę. Przełamując swój egoizm uświadamia sobie, że kocha siostrę i całą rodzinę. 

## Historia wydań
Od 1959 do połowy drugiej dekady XXI w. książka miała 27 wydań, w tym także jedno elektroniczne (w 2010 r.), wszystkie nakładem Wydawnictwa „Nasza Księgarnia”. Wszystkie wydania utworu mają ilustracje Hanny Czajkowskiej, aczkolwiek niektóre okładki były projektowane przez innych ilustratorów (m.in. Joannę Rusinek i Macieja Szymanowicza).

## Odbiór
Książka była przez wiele lat (od 1977) lekturą szkolną w Polsce. Utwór był lekturą szkolną dla klasy III po reformie szkolnictwa i modyfikacji listy lektur w połowie lat 80. i był nią do 1999 r.. Stał się lekturą szkolną ponownie od 2017. Został z listy lektur usunięty w 2021 bez podania powodu.  
Marta Woszczak pisząc o ilustracjach Czajkowskiej, opisała je jako „oszczędne, nakreślone cienką kreską grafiki odznaczają[ce] się prostotą, zachowaniem realizmu”.  
Według Beaty Lisowskiej, piszącej w 2018 roku w czasopiśmie „Pedagogika. Studia i Rozprawy”, pozycja ta była wartościową lekturą, ze względu na rówieśniczych bohaterów umożliwiających czytelnikom identyfikację z nimi, a także sposób narracji i poruszenie tematów bliskich dzieciom.  
W 2022 książkę skrytykowała w „Gazecie Wyborczej” (Wysokich Obcasach) Natalia Waloch, uznając ją za nudną i przestarzałą. Równocześnie jednak, według badań Anny Józefowicz z tego samego okresu, opublikowanych w czasopiśmie „Podstawy Edukacji”, choć niektórzy nauczyciele uznali książkę za średnio wartościową lekturę, rzadko realizowaną w klasie, inni uznali książkę za wartościową lekturę, uczącą wrażliwości na drugiego człowieka.